# 革律翁

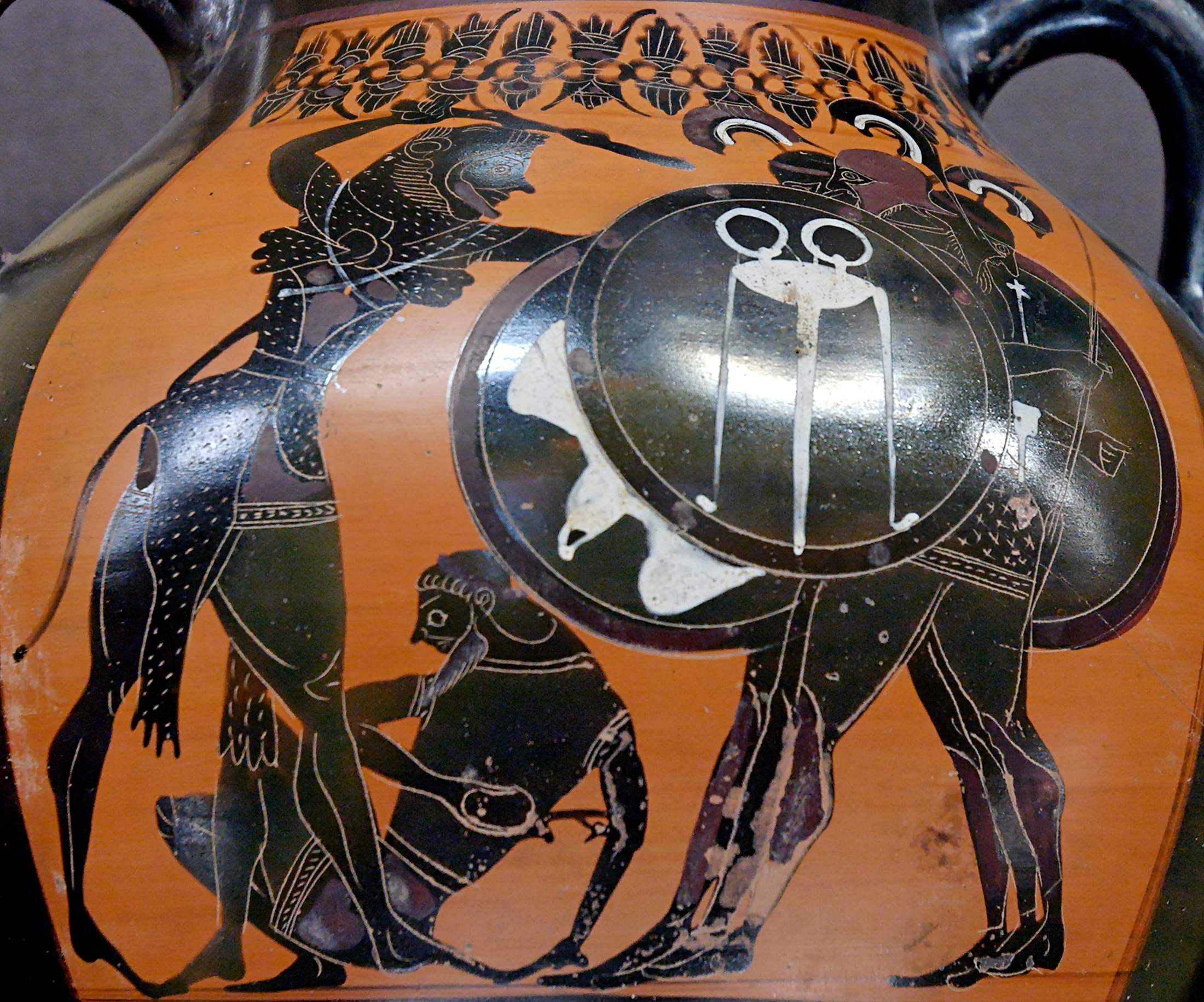
赫拉克勒斯大戰革律翁，公元前540年，现藏于卢浮宫。

革律翁，巨人。他的牛群放牧在厄律提亚岛上，被海克力斯抓走。

## 资料来源
- 《神话辞典》，（苏联）M·H·鲍特文尼克等，统一书号：2017·304

1. ↑  《希臘羅馬神話：永恆的諸神、英雄、愛情與冒險故事》，余淑慧譯，漫遊者文化出版，ISBN 9789865671303